# 布儒瓦冰原島峰
69°54′S 158°22′E / 69.900°S 158.367°E
布儒瓦冰原島峰（英語：Bourgeois Nunataks）是南極洲的冰原島峰，位於奧次地，處於總督山西南面22公里，美國地質調查局根據測量和該國海軍的空中照片繪入地圖，現時由南極條約體系管理。